# なるほどストリート
『なるほどストリート』は、2016年4月4日から11月4日までテレビ東京系列で放送された情報番組。放送時間は平日17:20 - 17:45（JST）。

## 概要
日本全国の通りを対象に、MCの榊原郁恵・ナイツと専門家の先生が街歩きをしながら、街の歴史や文化、お得情報など様々なためになる情報を教えてもらう。

## 出演者
- 榊原郁恵 (MC)
- ナイツ (塙宣之・土屋伸之) (MC)
- なるほど先生 (各界の専門家の先生)

※ 榊原とナイツは隔週出演。

## 放送休止
- 2016年5月23日から同年5月27日までは、「2016年全仏オープン」事前番組『滝川クリステルの全仏ナビ」のため休止。
- 2016年8月8日は、当時の天皇明仁による「象徴としてのお務めについての天皇陛下のお言葉」のために『NEWSアンサー』が拡大されたため休止。

## 主なスタッフ
- ナレーション：紺野あさ美（テレビ東京アナウンサー）
- 企画：矢部宏光
- 構成：石坂伸太郎、森下剛士
- 技術協力：テクノマックス、ファーストハンド、六分儀、グレートインターナショナル、SDTE、Gz Factory、Zeta、milcho
- AP：内田智子、関本薫子、野中志保、須山健太郎
- ディレクター：高橋雄康、坂中久恵、松尾伸幸、浅尾和寿、石井栄一、伊藤曉、大山将平、奥田紗代、松岡活美、菅野誠
- プロデューサー：井上貴司、中村肇、牛嶋創一
- 制作協力：BEE BRAIN、花組
- 製作：テレビ東京、BSジャパン、PROTX